# 2-Methylnaphthalin
2-Methylnaphthalin ist eine chemische Verbindung aus der Gruppe der aromatischen polycyclischen Kohlenwasserstoffe.

## Vorkommen

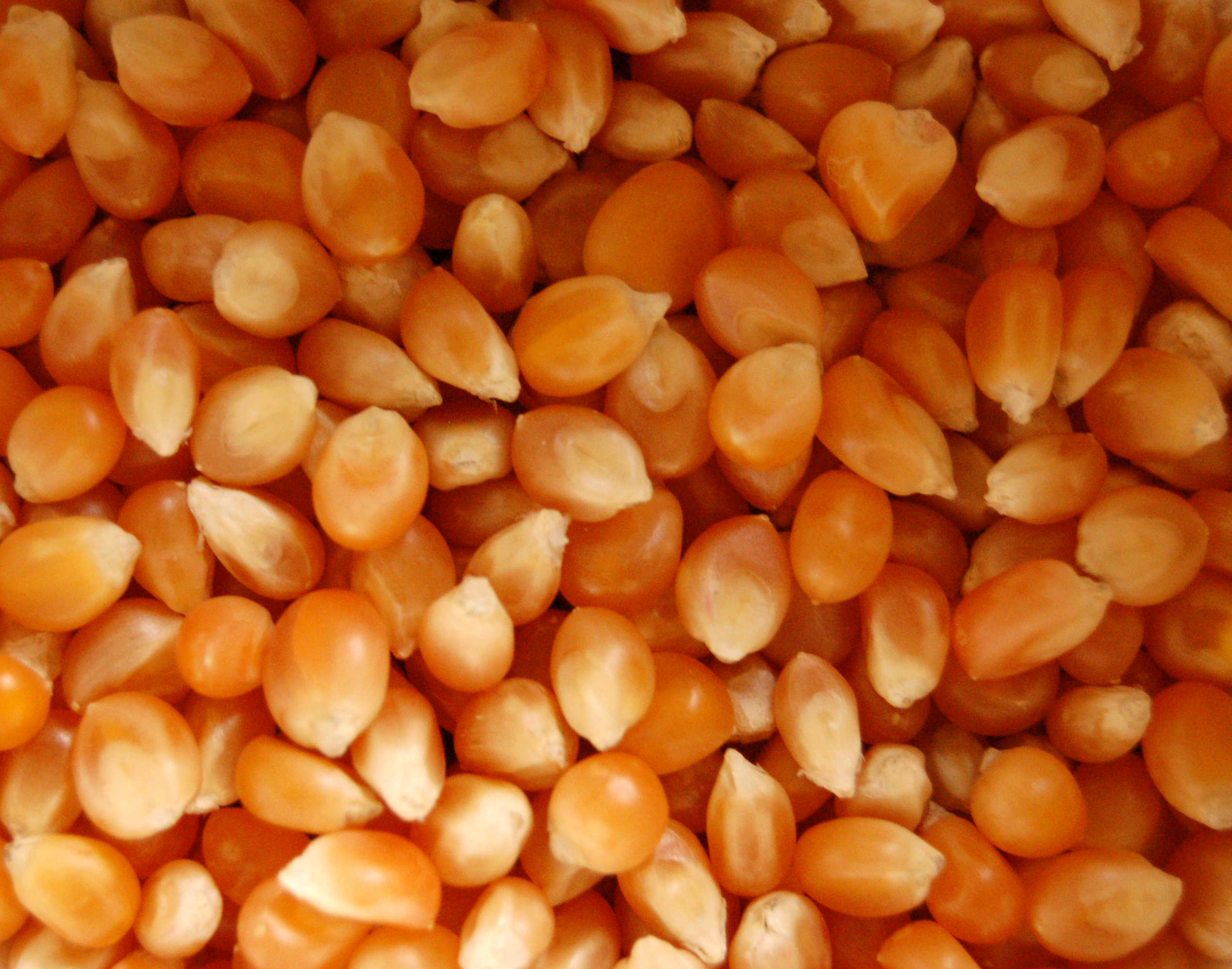
Mais enthält natürlicherweise 2-Methylnaphthalin

Natürlich kommt 2-Methylnaphthalin in Rooibos, Erdbeeren (Gattung Fragaria), Rheum palmatum und Mais vor.

## Gewinnung und Darstellung
2-Methylnaphthalin kann durch Isomerierung von 1-Methylnaphthalin oder aus einer Methylnaphthalin-Fraktion von Steinkohlenteer, der 1,5 % 2-Methylnaphthalin enthält, gewonnen werden. Weltweit werden etwa 1500 Tonnen pro Jahr produziert.

## Eigenschaften
2-Methylnaphthalin ist ein brennbarer weißer Feststoff mit aromatischem Geruch, der praktisch unlöslich in Wasser ist.

## Verwendung
2-Methylnaphthalin wird als Gemisch mit 1-Methylnaphthalin als Lösungsmittel und Wärmeträgeröl verwendet. Es dient weiterhin als Ausgangsstoff zur Herstellung von Menadion und Naphthalin-2,6-dicarbonsäure.

## Trivia
Im August 2010 rief Kellogg’s 28 Millionen Packungen Müsli aus dem Handel zurück, weil einige davon mit 2-Methylnaphthalin verunreinigt waren. 2012 musste Kellogg’s erneut fast 3 Millionen Cerealien zurückrufen.